# Ramphotyphlops similis
Ramphotyphlops similis är en ormart som beskrevs av Brongersma 1934. Ramphotyphlops similis ingår i släktet Ramphotyphlops och familjen maskormar. Inga underarter finns listade i Catalogue of Life.
Denna orm förekommer på nordöstra Fågelhuvudhalvön på Nya Guinea. Den lever i låglandet och i kulliga områden. Individerna gräver i lövskiktet och i det översta jordlagret. Honor lägger ägg.
Inget är känt angående populationens storlek och möjliga hot. IUCN kategoriserar arten globalt som otillräckligt studerad.